# V. Henrik bajor herceg
V. Henrik (ném.: Heinrich V), (Hoensch, 960 körül – 1026. február 27.), 1004 – 1009, valamint 1017 – 1026 között bajor herceg, 998 – 1026 között luxemburgi herceg. Luxemburgi hercegként I. Henrik. Siegfried luxemburgi gróf és Hadwig hercegnő egyetlen fia.
Henrik 993-ban kapta meg Ardennergau hercegi címét. Részt vett III. Ottó császár itáliai hadjáratában 1001/1002-ben. 1004 februárjában sógora, II. Henrik rá hagyta egy szimbolikus ceremónia keretein belül a bajor hercegi címet.
Hercegségének első időszakában hadat viselt II. Henrik király oldalán I. Boleszláv cseh herceg elleni hadjáratban, később azonban fellázadt a német király ellen, így az letette tisztségéről (1009).
Az ezt követő időszakban Bajorországot maga a német király igazgatta, azonban 1017/18-ban visszaadta Henrik hercegnek a címét, mivel a királynak a keleti politika új irányvonalaira kellett koncentrálnia.
Henrik herceg segítséget nyújtott II. Konrád királlyá választásában.
Henrik az első luxemburgi uralkodó volt a bajor hercegi székben, mely jelenség jól mutatja azt a XI. században indult folyamatot, melynek során a törzsi kötödések és a hercegi cím egyre távolabb került egymástól. Egyidejűleg a király és a hercegek közötti kapcsolat egyre szorosabbá vált.
Henrik király holttestét feltehetőleg az alsó-bajorországi Osterhofen városában helyezték örök nyugalomra.

## Család
Henrik felesége Mária lengyel hercegnő, Boleszláv herceg leánya. A Monumenta Boica beszámolója szerint a herceg két fia a magyarok elleni harcokban esett el.